# Hans Tümmler
Hans Tümmler (* 12. März 1906 in Wernshausen (Meiningen); † 13. Januar 1997 in Essen) war ein deutscher Historiker, Germanist und Gymnasialleiter.

## Leben
Hans Tümmler war der Sohn eines Reichsbahninspektors Wilhelm Tümmler und seiner Ehefrau Ida, geborene Hoffmann. Er besuchte die Oberrealschule in Jena. 1924 machte er das Abitur, studierte in Jena, Berlin und München Deutsch, Geschichte und Latein. Seit 1924 war er Mitglied der Burschenschaft Arminia auf dem Burgkeller Jena. Er wurde 1928 in Jena bei Alexander Cartellieri promoviert über Die Geschichte der Grafen von Gleichen von ihrem Ursprung bis zum Verkauf des Eichsfeldes (ca. 1000 bis 1294). Nach dem Ersten Staatsexamen 1929 an der Universität Jena legte er 1931 das Assessorexamen mit Auszeichnung in Weimar ab.
Nach 1933 wurde er Mitglied der NSDAP und der SA. Er wirkte von 1931 bis 1937 als Lehrer am evangelischen Oberlyceum, einer Essener Privatschule. Er wurde Gaufachschaftsleiter der Fachschaft Privatschulen sowie Mitarbeiter der Gaustelle für Jugendschrifttum des NS-Lehrerbundes im Gau Essen.
Ab dem 1. April 1937 wurde er Dozent an der Hochschule für Lehrerbildung in Frankfurt (Oder) und am 1. Oktober 1938 Direktor des Goetheschule in Erfurt. Von 1940 bis 1944 war er nach der Einberufung von Moritz Edelmann kommissarischer Schriftleiter von Vergangenheit und Gegenwart, der nationalsozialistischen Zeitschrift für den Geschichtsunterricht. 1944 erfolgte die Habilitation an der Martin-Luther-Universität Halle-Wittenberg bei Willy Andreas im Rahmen des Carl-August-Werks.
1948 übersiedelte Tümmler in die britische Besatzungszone zurück nach Essen und wurde wieder Lehrer. Von 1957 bis 1969 war er Oberstudiendirektor am Burggymnasium Essen und Leiter des Bezirksseminars zur Ausbildung von Studienreferendaren. 1962 wurde er Honorarprofessor für Geschichte an der Universität zu Köln. Von 1950 bis 1973 war er Forschungsbeauftragter der Historischen Kommission bei der Bayerischen Akademie der Wissenschaften. Von 1971 bis 1975 war Tümmler Vizepräsident der Goethe-Gesellschaft in Weimar.
Tümmler war ein Spezialist für Goethe und gab einige Schriften dazu heraus, besonders Goethes Briefwechsel mit Christian Gottlob Voigt, auch in Zusammenarbeit mit dem Archivar und Historiker Wolfgang Huschke. Unter dem Herausgeber Willy Andreas bearbeitete er den politischen Briefwechsel Herzogs Carl August.

## Ehrungen
1976 erhielt Hans Tümmler das Bundesverdienstkreuz. Er war Ehrenmitglied und seit 1990 Ehrensenator der Akademie gemeinnütziger Wissenschaften zu Erfurt.

## Schriften (Auswahl)
- Goethe in Staat und Politik: Gesammelte Aufsätze (= Kölner historische Abhandlungen. 9, ISSN 0454-1316). Böhlau, Köln u. a. 1964.
- Herzog, Grossherzog Carl August von Sachsen-Weimar-Eisenach: Förderer und fürstlicher Mittelpunkt der deutschen Klassik (= Reihe Bild- und Wortessays. 10). Dümmler, Bonn 1989, ISBN 3-427-91391-0.
- Verschlungene Pfade. Lebenserinnerungen (= Dortmunder historische Studien. 5 = Sonderschriften der Akademie Gemeinnütziger Wissenschaften zu Erfurt. 20). Brockmeyer, Bochum 1993, ISBN 3-8196-0103-1.